# Rahel Vigdozchik
Rahel Vigdozchik (ur. 1 maja 1989 w Holon) – izraelska gimnastyczka artystyczna, reprezentantka Izraela w układzie zbiorowym podczas Letnich Igrzysk Olimpijskich w Pekinie.

## Osiągnięcia
- Igrzyska Olimpijskie – Pekin 2008 – układ zbiorowy w gimnastyce artystycznej – 6 miejsce[1].